# Hyosung
Hyosung est un important conglomérat coréen basé à Séoul fondé en 1966. Il est présent dans l'industrie chimique, les transformateurs de tension, l'informatique, le commerce ou encore la construction.

## Histoire
En octobre 2014, Hyosung vend ses activités d'emballages à Standard Chartered pour 396 millions de dollars. 